# Chery Tiggo
O Chery Tiggo (chinês: 奇瑞瑞虎) foi um SUV compacto produzido pela fabricante chinesa de automóveis Chery entre  2005 e 2016. Era um SUV de 5 portas com tração dianteira ou tração nas quatro rodas com opções de motores 1.6, 2.0 e 2.4 litros a gasolina. Em 2012, passou a ser comercializada na China versão do veículo equipada com transmissão continuamente variável (Câmbio CVT).
Em 2016, o nome Tiggo passou a ser utilizado em toda linha de SUV's da marca Chery, composta pelos modelos Tiggo 2, Tiggo 3, Tiggo 5, Tiggo 5X, Tiggo 7 e Tiggo 8.

## Tiggo 2
Derivado do hatchback Celer (Fullwin 2 na China), o Tiggo 2 (Tiggo 3X na China) foi o primeiro SUV da nova família Tiggo no Brasil, apresentado em 2018 pela CAOA Chery. É um SUV de tração 4X2 dotado de motor 1.5 16V de 115 cv flex (gasolina ou etanol). É oferecido nas versões: Look (básica) e Act (top de linha).

## Tiggo 3
Derivado do Tiggo FL, facelift da primeira geração do Chery Tiggo, o Tiggo 3 não é comercializado no Brasil. Tem opção de motores 1.6 DVVT ou 2.0 (o mesmo que equipava o primeiro Chery Tiggo), podendo ser acoplado em câmbio manual ou CVT.

### Desempenho emcrash tests
O Tiggo 3 recebeu da Latin NCAP 0 estrelas das 5 possíveis, na proteção de adulto, e 1 estrela de proteção infantil em 2019.

## Tiggo 5
Primeiro modelo da nova linha Tiggo, o Tiggo 5 (foto ao lado) não é ofertado no Brasil, mas segue em vendas na América Latina. É encontrado equipado com motor 2.0 DVVT acoplado em câmbio CVT de sete velocidades.

## Tiggo 5X
Primeiro modelo da CAOA Chery montado sobre plataforma desenvolvida com a Jaguar Land Rover, o Tiggo 5X é um SUV compacto oferecido no Brasil desde o final de 2018, em duas versões, T e TXS, ambas dotadas de motor 1.5 Turbo Flex com 150CV, acoplado em câmbio DCT de seis velocidades. Tem como concorrentes os modelos Jeep Renegade, Honda HR-V, Nissan Kicks e Hyundai Creta.

## Tiggo 7
Segundo modelo da CAOA Chery montado sobre plataforma desenvolvida com a Jaguar Land Rover, o Tiggo 7 é um SUV médio, oferecido no Brasil desde janeiro de 2019, em duas versões, T e TXS, ambas dotadas de motor 1.5 Turbo Flex com 150CV, acoplado em câmbio DCT de seis velocidades. Tem como concorrentes os modelos Jeep Compass, Hyundai Tucson, Honda CR-V e Volkswagen Tiguan.